# Froschbrücke

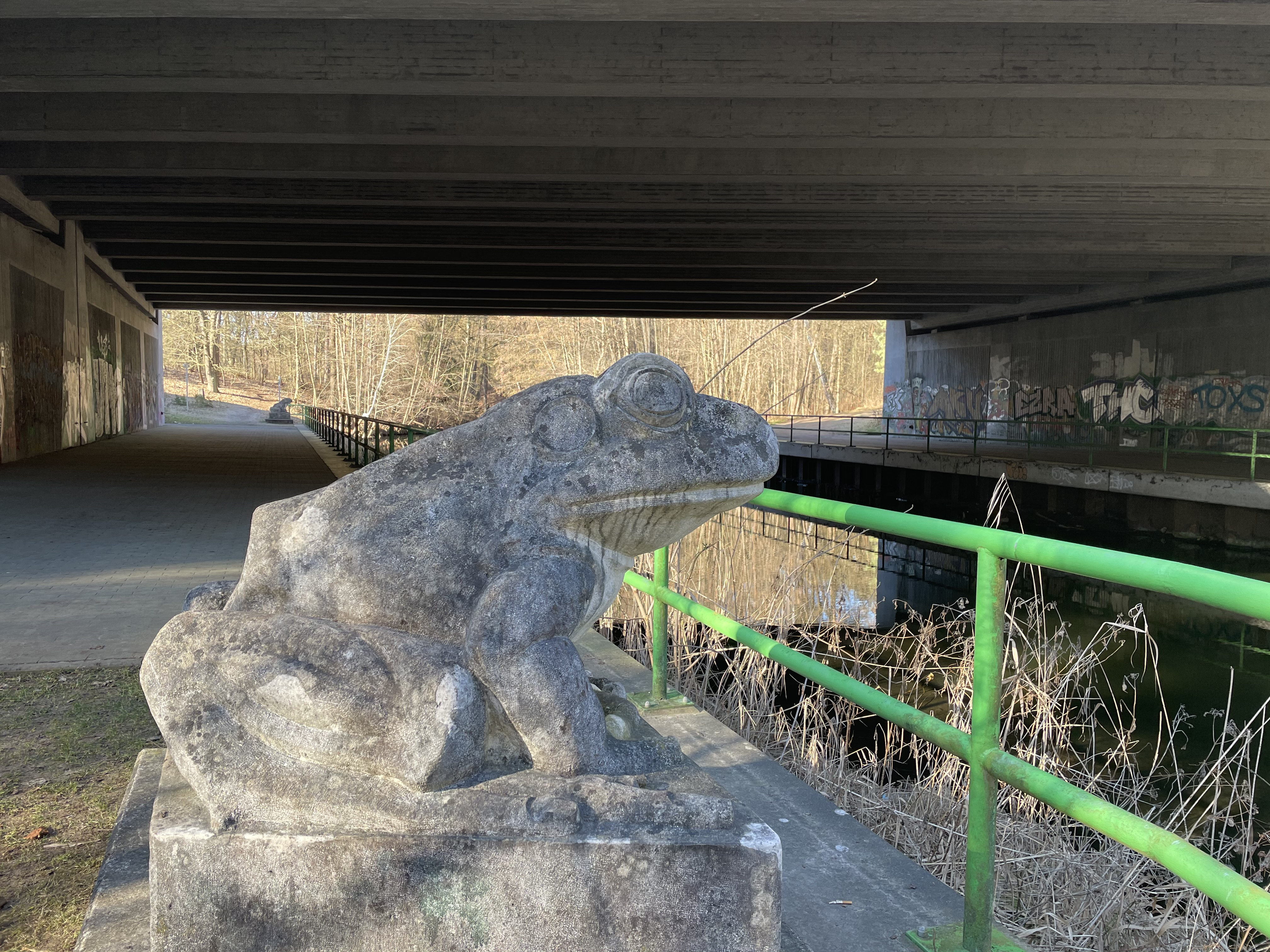
Froschbrücke, Blick nach Westen

Die Froschbrücke ist eine Brücke, mit der die Bundesautobahn 10 im Landkreis Oder-Spree über die Alte Löcknitz geführt wird. Sie erhielt ihren Namen durch vier an der Brücke aufgestellte Tierplastiken in Form von Fröschen, die der deutsche Bildhauer Julius Starcke schuf.

## Lage
Die Bundesautobahn 10 verläuft im Landkreis Oder-Spree zwischen den Gemeindegrenzen von Erkner und Grünheide in Nord-Süd-Richtung. Rund einen Kilometer südlich der Anschlussstelle Erkner fließt die Löcknitz zwei Mal in Ost-West-Richtung unter der Autobahn hindurch. Der Altarm wird von der Froschbrücke überspannt. Sie trägt die Bezeichnung Bauwerk 21. Ein Wanderweg auf der Nordseite der Brücke führt von der Löcknitzinsel nach Erkner, der südliche Weg ist Teil des 66-Seen-Wanderwegs.

## Geschichte
Im Jahr 1936 wurde der Bildhauer Julius Starcke von der Obersten Bauleitung Reichsautobahn damit beauftragt, vier Froschstatuen herzustellen. Sie sollten an einer Autobahnbrücke über die heutige A 10 aufgestellt werden. Starcke hatte sich zuvor unter anderem mit der Wiederherstellung der Quadriga am Brandenburger Tor sowie mit den Tierplastiken am Ischtar-Tor im Pergamonmuseum einen Namen gemacht. Im Zuge des Ausbaus der Autobahn im Rahmen des Verkehrsprojektes Deutsche Einheit Nr. 11 wurde die Brücke neu errichtet. Dabei entstand eine Balkenbrücke aus Stahlbeton. Bevor die alte Brücke zurückgebaut wurde, demontierten Arbeiter die Frösche und lagerten sie zunächst in der Autobahnmeisterei Erkner ein. Anschließend restaurierte der Steinmetzmeister Horst Reigber aus Erkner die Plastiken, imprägnierte sie und versah sie mit einem Schutz gegen Graffiti. Anschließend wurden die Plastiken wieder an der neu errichteten Brücke aufgestellt.

## Plastiken
Die vier Eckpunkte der Brücke sind mit je einem überdimensionalen Frosch verziert: je ein Laubfrosch, Grasfrosch, Teichfrosch und eine Kröte. Jede Plastik ist rund einen Meter groß und wiegt ca. 1,5 Tonnen. Sie wurden nicht, wie gelegentlich behauptet, aus Betonresten der Autobahn geschaffen, sondern bestehen aus Kalkstein. Im Zuge der Restaurierung fiel auf, dass eine Signatur an den Werken fehlte. Erste Recherchen der Arbeitsgemeinschaft Autobahngeschichte führten zur Preussag, die in Rüdersdorf bei Berlin einen Tagebau für Kalkstein betrieb, in der auch Werksteine hergestellt wurden. Im Jahr 2002 konnte die Arbeitsgemeinschaft in weiteren Dokumenten vier historische Fotos sichten, die einen Vermerk auf den Bildhauer Julius Starcke trugen. Sein Enkel, der Bildhauer Hans Starcke, bestätigte die Arbeit seines Großvaters und stellte gleichzeitig den Kontakt zu seinem Vater, Dietrich Starcke her. Er arbeitete ebenfalls als Bildhauer und konnte der Arbeitsgemeinschaft berichten, dass wiederum sein Vater Frösche einfing, um die Plastiken zu erstellen.